# فورمانوف (شهر)
شهر فورمانوف (به روسی: Фурманов) در کشور روسیه و در اوبلاست ایوانوف واقع شده‌است.